# Paracilicaea eupyga
Paracilicaea eupyga är en kräftdjursart som först beskrevs av Giuseppe Nobili1906.  Paracilicaea eupyga ingår i släktet Paracilicaea och familjen klotkräftor. Inga underarter finns listade i Catalogue of Life.